# Čalinec
Čalinec is een plaats in de gemeente Maruševec in de Kroatische provincie Varaždin. De plaats telt 579 inwoners (2001).